# 西晉寧州行政區劃
西晉泰始七年（271年）分益州置。太康三年（282年）省入益州，置南夷校尉管理。太安二年（303年）復置寧州。州治在滇池縣（今雲南省晉寧縣東）。初置時領四郡，其地大致相當於今雲南省除迪慶、昭通以外的大部份地區。後轄有今雲南省全境、貴州省中西部地區。

## 郡級行政區
泰始七年（271年）分益州置寧州，領建寧、興古、雲南、永昌4郡，太康三年（282年）省入益州。太安二年（303年）復置寧州，領建寧、興古、雲南永昌、牂柯、越巂、朱提7郡，又立益州郡（後改名晉寧郡）。建興元年（313）析牂柯郡置平夷、夜郎2郡，析雲南郡置河陽郡，計領郡11。
雲南郡
曹魏舊郡。郡治雲南縣（今雲南省祥雲縣東南），領雲南、梇棟、青蛉、楪榆、姑復、邪龍、遂久7縣。咸寧五年（279年）增領雲平、永寧2縣。永嘉五年（311年）楪榆、永寧2縣移屬河陽郡，西晉末領雲南、梇棟、青蛉、姑復、邪龍、遂久、雲平7縣。
興古郡
曹魏舊郡。郡治勝休縣（今雲南省江川縣北），領勝休、句町、宛溫、漏臥、西豐（269年改名毋棳）、賁古、鐸封、進乘、西隨9縣。增領律高（275年置）、漢興（281年置）、都唐（281年左右置）3縣，至西晉末不變。
建寧郡
曹魏舊郡。郡治味縣（今雲南省曲靖市）。領味、昆澤、存邑、新定、毋單、同瀨、牧靡、穀昌、連然、秦臧、雙柏、俞元、脩雲、泠丘、滇池、建伶16縣。晉時改牧靡縣為牧麻縣（晉初）；新置談槀、漏江、同樂3縣（皆晉武帝時）。太安2年（303年），雙柏、秦臧、連然、建伶、穀昌、滇池、俞元7縣移屬益州郡。西晉末領味、昆澤、存邑、新定、毋單、同瀨、牧麻、脩雲、泠丘、談槀、漏江、同樂12縣。
永昌郡
曹魏舊郡。郡治不韋縣（今雲南省保山市東北），領不韋、巂唐、哀牢、博南、比蘇、永壽、南涪、雍鄉8縣。永嘉五年（311年）比蘇縣移屬河陽郡。西晉末領不韋、巂唐、哀牢、博南、永壽、雍鄉、南涪7縣。
朱提郡
曹魏舊郡。郡治朱提縣（今雲南省昭通市城區），領朱提、南廣、漢陽、南昌（280年改名南秦）4縣。增領堂狼縣（晉初置），至西晉末不變。
越巂郡
曹魏舊郡。郡治邛都縣（今四川省西昌市），領邛都、會無、卑水、定莋、臺登、蘇祁、闡、潛街、馬湖、安上10縣。晉初廢蘇祁、闡、潛街、馬湖、安上5縣，至西晉末不變。
牂柯郡
曹魏舊郡。郡治且蘭縣（今貴州省黃平縣西南），領且蘭、談指、夜郎、毋斂　鄨、平夷、同並7縣。增領萬壽（晉初置）、并渠2縣（晉初置），廢同并縣（279年廢）。永嘉五年（311年）平夷、鄨2縣移屬平夷郡，夜郎、談指2縣移屬夜郎郡。西晉末領且蘭、毋斂　萬壽、并渠4縣。
晉寧郡
太安二年（303年）析建寧郡滇池、穀昌、連然、秦臧、雙柏、俞元、建伶7縣置益州郡，永嘉二年（310年）改名晉寧郡，郡治滇池縣（今雲南省澄江縣西），至西晉末不變。
平夷郡
永嘉五年（311年）析牂柯郡平夷、鄨2縣置郡，郡治平夷縣（今貴州省畢節市城區東北），至西晉末不變。
夜郎郡
永嘉五年（311年）析牂柯郡夜郎、談指2縣置郡，郡治夜郎縣（今貴州省關嶺布依族苗族自治縣），至西晉末不變。
河陽郡
永嘉五年（311年）析永昌、雲南2郡置，郡治河陽縣（今雲南省大理市東鳳儀鎮），領河陽（311年置）、楪榆、永寧、比蘇4縣，至西晉末不變。

## 縣級行政區
| 寧州（州治：滇池縣）                                                                            |        |        |                                  |                                                |                                                              |
| 說明：本表為西晉建興四年（316年）寧州各郡所轄的縣份；以深灰色表示者，為曾經建置，後來廢除的縣份 |        |        |                                  |                                                |                                                              |
| 郡名 （縣數）                                                                                   | 郡治   | 縣名   | 今地位置(2012年12月)             | 隸屬郡國                                       | 備注                                                         |
| 雲南郡 （7）                                                                                    | 梇棟縣 | 雲南縣 | 今雲南省祥雲縣東南               | 雲南郡(265-316)                                |                                                              |
| 雲南郡 （7）                                                                                    | 梇棟縣 | 梇棟縣 | 今雲南省姚安縣北                 | 雲南郡(265-316)                                |                                                              |
| 雲南郡 （7）                                                                                    | 梇棟縣 | 青蛉縣 | 今雲南省大姚縣                   | 雲南郡(265-316)                                |                                                              |
| 雲南郡 （7）                                                                                    | 梇棟縣 | 姑復縣 | 今雲南省永勝縣東南               | 雲南郡(265-316)                                |                                                              |
| 雲南郡 （7）                                                                                    | 梇棟縣 | 邪龍縣 | 今雲南省巍山彝族回族自治縣       | 雲南郡(265-316)                                |                                                              |
| 雲南郡 （7）                                                                                    | 梇棟縣 | 遂久縣 | 今雲南省麗江市城區               | 雲南郡(265-316)                                |                                                              |
| 雲南郡 （7）                                                                                    | 梇棟縣 | 雲平縣 | 今雲南省玉龍納西族自治縣         | 雲南郡(279-316)                                | 咸寧五年（279年）置縣。                                      |
| 興古郡 （12）                                                                                   | 勝休縣 | 勝休縣 | 今雲南省江川縣北                 | 興古郡(265-316)                                |                                                              |
| 興古郡 （12）                                                                                   | 勝休縣 | 句町縣 | 今雲南省廣南縣                   | 興古郡(265-316)                                |                                                              |
| 興古郡 （12）                                                                                   | 勝休縣 | 宛溫縣 | 今雲南省丘北縣南                 | 興古郡(265-316)                                |                                                              |
| 興古郡 （12）                                                                                   | 勝休縣 | 漏臥縣 | 今雲南省羅平縣                   | 興古郡(265-316)                                |                                                              |
| 興古郡 （12）                                                                                   | 勝休縣 | 毋掇縣 | 今雲南省華寧縣南                 | 興古郡(265-316)                                | 曹魏為西豐縣，泰始五年（269年）復名毋掇縣。                  |
| 興古郡 （12）                                                                                   | 勝休縣 | 賁古縣 | 今雲南省蒙自縣                   | 興古郡(265-316)                                |                                                              |
| 興古郡 （12）                                                                                   | 勝休縣 | 鐔封縣 | 今雲南省丘北縣西南               | 興古郡(265-316)                                |                                                              |
| 興古郡 （12）                                                                                   | 勝休縣 | 進乘縣 | 今雲南省屏邊苗族自治縣           | 興古郡(265-316)                                |                                                              |
| 興古郡 （12）                                                                                   | 勝休縣 | 西隨縣 | 今雲南省元陽縣一帶               | 興古郡(265-316)                                |                                                              |
| 興古郡 （12）                                                                                   | 勝休縣 | 律高縣 | 今雲南省華寧縣東南               | 興古郡(275-316)                                | 咸寧元年（275年），分建寧郡修雲、俞元2縣地置縣，以安置流民。 |
| 興古郡 （12）                                                                                   | 勝休縣 | 都唐縣 | 地望不詳                         | 興古郡(281-316)                                | 太康二年（281年）置縣。                                      |
| 興古郡 （12）                                                                                   | 勝休縣 | 漢興縣 | 今貴州省興義市                   | 興古郡(281?-316)                               | 太康二年（281年）左右置縣。                                  |
| 建寧郡 （12）                                                                                   | 味縣   | 味縣   | 今雲南省曲靖市                   | 建寧郡(265-316)                                |                                                              |
| 建寧郡 （12）                                                                                   | 味縣   | 昆澤縣 | 今雲南省宜良縣                   | 建寧郡(265-316)                                |                                                              |
| 建寧郡 （12）                                                                                   | 味縣   | 存邑縣 | 今雲南省宣威市                   | 建寧郡(265-316)                                |                                                              |
| 建寧郡 （12）                                                                                   | 味縣   | 新定縣 | 今雲南省普安縣北                 | 建寧郡(265-316)                                |                                                              |
| 建寧郡 （12）                                                                                   | 味縣   | 毋單縣 | 今雲南省澄江縣東南               | 建寧郡(265-316)                                |                                                              |
| 建寧郡 （12）                                                                                   | 味縣   | 同瀨縣 | 今雲南省馬龍縣南                 | 建寧郡(265-316)                                |                                                              |
| 建寧郡 （12）                                                                                   | 味縣   | 牧麻縣 | 今雲南省尋甸回族彝族自治縣北     | 建寧郡(265-316)                                | 曹魏名牧靡縣，疑晉初時改名。                                 |
| 建寧郡 （12）                                                                                   | 味縣   | 修雲縣 | 今雲南省彌勒縣南                 | 建寧郡(265-316)                                |                                                              |
| 建寧郡 （12）                                                                                   | 味縣   | 泠丘縣 | 今貴州省盤縣南                   | 建寧郡(265-316)                                |                                                              |
| 建寧郡 （12）                                                                                   | 味縣   | 談槀縣 | 今貴州省盤縣西                   | 建寧郡(280前-316)                              | 晉武帝時置縣。                                               |
| 建寧郡 （12）                                                                                   | 味縣   | 漏江縣 | 今雲南省瀘西縣                   | 建寧郡(280前-316)                              | 晉武帝時置縣。                                               |
| 建寧郡 （12）                                                                                   | 味縣   | 同樂縣 | 今雲南省陸良縣                   | 建寧郡(280後-316)                              | 晉武帝時置縣。                                               |
| 永昌郡 （7）                                                                                    | 不韋縣 | 不韋縣 | 今雲南省保山市東北               | 永昌郡(265-316)                                |                                                              |
| 永昌郡 （7）                                                                                    | 不韋縣 | 嶲唐縣 | 今雲南省雲龍縣西南               | 永昌郡(265-316)                                |                                                              |
| 永昌郡 （7）                                                                                    | 不韋縣 | 哀牢縣 | 今雲南省盈江縣                   | 永昌郡(265-316)                                |                                                              |
| 永昌郡 （7）                                                                                    | 不韋縣 | 博南縣 | 今雲南省永平縣西南               | 永昌郡(265-316)                                |                                                              |
| 永昌郡 （7）                                                                                    | 不韋縣 | 永壽縣 | 今雲南省耿馬傣族佤族自治縣       | 永昌郡(265-316)                                |                                                              |
| 永昌郡 （7）                                                                                    | 不韋縣 | 雍鄉縣 | 今地不明                         | 永昌郡(265-316)                                |                                                              |
| 永昌郡 （7）                                                                                    | 不韋縣 | 南涪縣 | 今雲南省景洪市                   | 永昌郡(265-316)                                |                                                              |
| 朱提郡 （5）                                                                                    | 南昌縣 | 朱提縣 | 今雲南省昭通市城區               | 朱提郡(265-316)                                |                                                              |
| 朱提郡 （5）                                                                                    | 南昌縣 | 南廣縣 | 今雲南省鹽津縣                   | 朱提郡(265-316)                                |                                                              |
| 朱提郡 （5）                                                                                    | 南昌縣 | 漢陽縣 | 今貴州省六盤水市西北             | 朱提郡(265-316)                                |                                                              |
| 朱提郡 （5）                                                                                    | 南昌縣 | 南秦縣 | 今雲南省鎮雄縣                   | 朱提郡(265-316)                                | 曹魏名南昌縣，太康元年（280年）改。                          |
| 朱提郡 （5）                                                                                    | 南昌縣 | 堂狼縣 | 今雲南省巧家縣東                 | 朱提郡(265-316)                                | 晉時置縣。                                                   |
| 越巂郡 （5）                                                                                    | 邛都縣 | 邛都縣 | 今四川省西昌市東南               | 越巂郡(265-316)                                |                                                              |
| 越巂郡 （5）                                                                                    | 邛都縣 | 會無縣 | 今四川省會理縣                   | 越巂郡(265-316)                                |                                                              |
| 越巂郡 （5）                                                                                    | 邛都縣 | 定筰縣 | 今四川省鹽源縣                   | 越巂郡(265-316)                                |                                                              |
| 越巂郡 （5）                                                                                    | 邛都縣 | 卑水縣 | 今四川省昭覺縣東南               | 越巂郡(265-316)                                |                                                              |
| 越巂郡 （5）                                                                                    | 邛都縣 | 臺登縣 | 今四川省冕寧縣南                 | 越巂郡(265-316)                                |                                                              |
| 越巂郡 （5）                                                                                    | 邛都縣 | 闡縣   | 今四川省越西縣東                 | 越巂郡(265-？)                                 | 晉初廢縣。                                                   |
| 越巂郡 （5）                                                                                    | 邛都縣 | 蘇祁縣 | 今四川省西昌市北                 | 越巂郡(265-？)                                 | 晉初廢縣。                                                   |
| 越巂郡 （5）                                                                                    | 邛都縣 | 潛街縣 | 今四川省雷波縣東北               | 越巂郡(265-？)                                 | 晉初廢縣。                                                   |
| 越巂郡 （5）                                                                                    | 邛都縣 | 安上縣 | 今四川省屏山縣                   | 越巂郡(265-？)                                 | 晉時不可考。                                                 |
| 越巂郡 （5）                                                                                    | 邛都縣 | 馬湖縣 | 今四川省雷波縣北                 | 越巂郡(265-？)                                 | 晉初廢縣。                                                   |
| 牂柯郡 （4）                                                                                    | 且蘭縣 | 且蘭縣 | 今貴州省黃平縣西南               | 牂柯郡(265-316)                                |                                                              |
| 牂柯郡 （4）                                                                                    | 且蘭縣 | 毋歛縣 | 今貴州省獨山縣                   | 牂柯郡(265-316)                                |                                                              |
| 牂柯郡 （4）                                                                                    | 且蘭縣 | 萬壽縣 | 今貴州省甕安縣                   | 牂柯郡(265?-316)                               | 晉時置縣。                                                   |
| 牂柯郡 （4）                                                                                    | 且蘭縣 | 并渠縣 | 今地不詳                         | 牂柯郡(280前-316)                              | 晉時置縣。                                                   |
| 牂柯郡 （4）                                                                                    | 且蘭縣 | 同並縣 | 今雲南省彌勒縣境內               | 牂柯郡(255-279)                                | 咸寧五年（279年）廢縣。                                      |
| 晉寧郡 （7）                                                                                    | 滇池縣 | 滇池縣 | 今雲南省澄江縣西                 | 建寧郡(265-302)→晉寧郡(302-316，益州郡302-311) |                                                              |
| 晉寧郡 （7）                                                                                    | 滇池縣 | 榖昌縣 | 今雲南省昆明市東                 | 建寧郡(265-302)→晉寧郡(302-316，益州郡302-311) |                                                              |
| 晉寧郡 （7）                                                                                    | 滇池縣 | 連然縣 | 今雲南省安寧市                   | 建寧郡(265-302)→晉寧郡(302-316，益州郡302-311) |                                                              |
| 晉寧郡 （7）                                                                                    | 滇池縣 | 秦臧縣 | 今雲南省祿豐縣東                 | 建寧郡(265-302)→晉寧郡(302-316，益州郡302-311) |                                                              |
| 晉寧郡 （7）                                                                                    | 滇池縣 | 雙柏縣 | 今雲南省雙柏縣南                 | 建寧郡(265-302)→晉寧郡(302-316，益州郡302-311) |                                                              |
| 晉寧郡 （7）                                                                                    | 滇池縣 | 俞元縣 | 今雲南省澄江縣                   | 建寧郡(265-302)→晉寧郡(302-316，益州郡302-311) |                                                              |
| 晉寧郡 （7）                                                                                    | 滇池縣 | 建伶縣 | 今雲南省晉寧縣                   | 建寧郡(265-302)→晉寧郡(302-316，益州郡302-311) |                                                              |
| 平夷郡 （2）                                                                                    | 平夷縣 | 平夷縣 | 今貴州省畢節市城區東北           | 牂柯郡(220-311)→平夷郡(311-316)                |                                                              |
| 平夷郡 （2）                                                                                    | 平夷縣 | 鄨縣   | 今貴州省遵義市                   | 牂柯郡(220-311)→平夷郡(311-316)                |                                                              |
| 夜郎郡 （2）                                                                                    | 夜郎縣 | 夜郎縣 | 今貴州省關嶺布依族苗族自治縣     | 牂柯郡(220-311)→夜郎郡(311-316)                |                                                              |
| 夜郎郡 （2）                                                                                    | 夜郎縣 | 談指縣 | 今貴州省貞豐縣西北               | 牂柯郡(220-311)→夜郎郡(311-316)                |                                                              |
| 河陽郡 （4）                                                                                    | 河陽縣 | 河陽縣 | 今雲南省大理市東鳳儀鎮           | 河陽郡(311-316)                                | 永嘉五年（311年）置縣。                                      |
| 河陽郡 （4）                                                                                    | 河陽縣 | 楪榆縣 | 今雲南省大理市北                 | 雲南郡(265-311)→河陽郡(311-316)                |                                                              |
| 河陽郡 （4）                                                                                    | 河陽縣 | 永寧縣 | 今雲南省麗江市古城區及鶴慶縣一帶 | 雲南郡(279?-311)→河陽郡(311-316)               | 咸寧五年（279年）左右置縣。                                  |
| 河陽郡 （4）                                                                                    | 河陽縣 | 比蘇縣 | 今雲南省雲龍縣                   | 永昌郡(265-311)→河陽郡(311-316)                |                                                              |

## 出處
1. ↑  《宋書》卷38〈州郡志四〉：「騰休長，漢舊縣，屬益州郡，《晉太康地志》屬興古，何志故屬建寧，晉武帝從興古治之，遂以屬焉。」
2. 1 2 3  《晉書》卷14〈地理志上〉：「太安二年，惠帝復置寧州，又分建寧以西七縣別立為益州郡。永嘉二年，改益州郡曰晉寧，分䍧牱立平夷、夜郎二郡。」；卷81〈王遜傳〉：「永嘉四年，治中毛孟詣京師求刺史……朝廷憐之，乃以遜為南夷校尉、寧州刺史……與孟俱行，道遇寇賊，逾年乃至……於是莫不振服，威行寧土。又遣子澄奉表勸進於元帝，帝嘉之，累加散騎常侍、安南將軍、假節，校尉、刺史如故，賜爵褒中縣公。遜以地勢形便，上分牂柯為平夷郡，分朱提為南廣郡，分建寧為夜郎郡，分永昌為梁水郡，又改益州郡為晉寧郡，事皆施行。」
3. ↑  《宋書》卷38〈州郡志四〉：「東河陽太守，晉懷帝永嘉五年，寧州刺史王遜分永昌、雲南立。」；《華陽國志》卷4〈南中志〉：「河陽郡，刺史王遜分雲南置。屬縣四。」
4. ↑  《宋書》卷38〈州郡志四〉：「雲平長，晉武帝咸寧五年立。」
5. ↑  《宋書》卷38〈州郡志四〉：「毋棳令，漢舊縣，屬益州郡，《晉太康地志》屬興古。劉氏改曰西豐，晉武帝泰始五年，復為毋棳。」
6. ↑  《晉書·地理志》無此縣。
7. ↑  《宋書》卷38〈州郡志四〉：「律高令，漢舊縣，屬益州郡，後省。晉武帝咸寧元年，分建寧郡修雲、俞元二縣間流民復立律高縣。」
8. ↑  《宋書》卷38〈州郡志四〉：「都陽令，何志晉成帝立。案《晉起居注》，太康二年置興古之都唐縣，疑是。」
9. ↑  《宋書》卷38〈州郡志四〉：「漢興令，二漢、魏無，晉地志有，屬興古郡。」
10. ↑  《宋書》卷38〈州郡志四〉：「談槁令，漢舊縣，屬牂牁。晉武帝立。」
11. ↑  《宋書》卷38〈州郡志四〉：「漏江令，漢舊縣，屬牂牁。晉武帝立。」
12. ↑  《宋書》卷38〈州郡志四〉：「同樂令，晉武帝立。」
13. ↑  《宋書》卷38〈州郡志四〉：「南秦長，本名南昌，晉武帝太康元年更名。」
14. ↑  《宋書》卷38〈州郡志四〉：「堂狼令，前漢屬犍為，「狼」作「琅」。後漢、《晉太康地志》屬朱提。」
15. ↑  《宋書》卷38〈州郡志四〉：「萬壽令，晉武帝立。」
16. ↑  《宋書》卷38〈州郡志四〉：「同並長，漢舊縣，前漢作同並，屬牂牁。晉武帝咸寧五年省，哀帝復立。」

### 書籍
- 吳增僅，《三國郡縣表》，上海：開明書局，1937
- 李錫甫，《漢晉城陽郡沿革考》，國立編譯館館刊第6卷第一期，1977
- 劉琳，《華陽國志校注》，成都：巴蜀書社，1984
- 李曉杰，《東漢政區地理》，北京：人民出版社，1987
- 胡阿祥，《六朝疆域與政區研究》（增訂本），北京：學苑出版社，2005
- 錢儀吉、楊晨，《三國會要》，上海：上海古籍出版社，2006
- 陳健梅，《孫吳政區地理研究》，長沙：岳麓書社，2007
- 孔祥軍，《三國政區地理研究》，南京：南京大學歷史系，2007
- 任乃強，《華陽國志校補圖注》，上海：上海古籍出版社，2009
- 孔祥軍，《晉書地理志校注》，北京：新世界出版社，2012
- 胡阿祥、孔祥軍、徐成合著，《中國行政區劃通史·三國兩晉南朝卷》，上海：復旦大學出版社，2014
- 范曄，《後漢書》，維基文庫
- 房玄齡，《晉書》，維基文庫
- 沈約，《宋書》，維基文庫
- 魏收，《魏書》，維基文庫
- 李吉甫，《元和郡縣圖志》，維基文庫
- 樂史，《太平寰宇記》，維基文庫
- 歐陽忞，《輿地廣記》，維基文庫
- 酈道元，《水經注》，維基文庫